# Alfred Burke
Alfred Burke (* 28. Februar 1918 in Peckham, London; † 16. Februar 2011 in Barnes, London) war ein britischer Theater-, Film- und Fernsehschauspieler. Er wurde vor allem durch die Fernsehserie Public Eye bekannt, in der er zwischen 1965 und 1975 den Privatdetektiv Frank Marker verkörperte.

## Leben
Alfred Burke wurde am 28. Februar 1918 als Sohn irischstämmiger Eltern in Peckham im Südwesten Londons geboren. Er besuchte die Leo Street Boys’ School und die Walworth Central School, bevor er 1933 von der Schule abging. Er arbeitete als Bürogehilfe und Bedienung und machte nebenher bei einer lokalen Laienschauspielgruppe mit. Im Jahr 1937 bekam er nach erfolgreicher Bewerbung ein Stipendium und machte eine Schauspielausbildung an der Royal Academy of Dramatic Art (RADA). 1939 hatte er sein professionelles Debüt am Barn Theatre in Shere in Surrey im Stück The Universal Legacy. Nach einer Unterbrechung wegen des Zweiten Weltkriegs kehrte er an ein Theater in Farnham in Surrey zurück, wo er seine spätere Frau Barbara Bonelle traf, die dort als Bühnenmanagerin arbeitete.
Ende der 1940er Jahre schloss Burke sich dem Young-Vic-Ensemble an und verbrachte einige Zeit am Library Theater in Manchester, am Nottingham Playhouse und in London am Watergate Theater. Er spielte in Douglas Seales Henry VI zunächst im Birmingham Repertory, ab 1953 auf der Bühne des Old Vic Theatres. Bis Ende der 1950er Jahre hatte Burke sich als ernsthafter Theaterschauspieler etabliert.
Ab Mitte der 1950er war Burke häufiger auch als Charakterdarsteller in Kino- und Fernsehfilmen zu sehen, so etwa in Bitter Victory (deutscher Titel: Bitter war der Sieg, 1957) und No Time to Die (deutscher Titel: Keine Zeit zu sterben, 1958) oder in dem Science-Fiction-Film Children of the Damned (deutscher Titel: Die Kinder der Verdammten, 1964), einer Fortsetzung zu Village of the Damned (Dorf der Verdammten).
Burkes hatte darüber hinaus zahlreiche Auftritte in Fernsehserien. Neben zahlreichen Mitwirkungen an einzelnen Episoden hebt sich hierbei vor allem die Rolle des Privatdetektivs Frank Marker hervor, der Hauptrolle der Fernsehserie Public Eye, die zwischen 1965 und 1975 in Großbritannien in sieben Staffeln mit insgesamt 87 Episoden im Fernsehen ausgestrahlt wurde und Burkes breite Popularität begründete. Zu seiner Beliebtheit beim Fernsehpublikum trugen in den 1970er Jahren auch Fernsehmehrteiler wie The Brontes of Haworth (1973) oder Treasure Island (1977) bei, in dem Burke den Piraten Long John Silver spielte.
Burkes blieb dem Theater aber stets treu, schon zu Zeiten von Public Eye hatte er parallel dazu im Leeds Playhouse auf der Bühne gestanden. Von den 1980er Jahren bis in die 2000er war Burke in zahlreichen Produktionen der Royal Shakespeare Company zu sehen, sowohl in Stratford-upon-Avon als auch später am neuen Platz in London im Barbican Centre.
In einem Kinofilm war Burke zuletzt im Jahr 2002 zu sehen, mit einem kurzen Auftritt in Harry Potter und die Kammer des Schreckens als Hogwarts-Schulleiter Armando Dippet. Auf der Theaterbühne wirkte er noch bis ins 90. Lebensjahr, als er im Jahr 2008 in Frank McGuinness’ Neufassung des Oedipus auf der Bühne des Royal National Theatres stand.

## Filmografie (Auswahl)
- 1955: So etwas lieben die Frauen (The Constant Husband)
- 1957: Bitter war der Sieg (Bitter Victory)
- 1957: Der Mann, den keiner kannte (Interpol)
- 1957: Yangtse-Zwischenfall (Yangtse Incident: The Story of H.M.S. Amethyst)
- 1957: Kameraden der Luft (High Flight)
- 1958: Keine Zeit zu sterben (No Time to Die)
- 1958: Herzlich willkommen im Kittchen (Law and Disorder)
- 1958: Schrei im Morgengrauen (The Man Upstairs)
- 1959: Operation Amsterdam
- 1959: Model for Murder
- 1960: Zorniges Schweigen (The Angry Silence)
- 1960: Vor dem Umbruch – Mord (Dead Lucky)
- 1961: Man at the Carlton Tower
- 1961–1965: Mit Schirm, Charme und Melone (The Avengers, Fernsehserie, 4 Folgen)
- 1962: Backfire!
- 1962: So ein Gauner hat’s nicht leicht (Crooks Anonymous)
- 1962: Ein teurer Kuss (The 20,000 Pound Kiss)
- 1962: Der Henker kann warten (Mix Me a Person)
- 1963: Der Gehetzte von Soho (The Small World of Sammy Lee)
- 1964: Die Kinder der Verdammten (Children of the Damned)
- 1965: War es wirklich Mord? (The Nanny)
- 1965; The Night Caller (Alternativtitel: Blood Beast From Outer Space)
- 1965–1975: Public Eye (Fernsehserie, 87 Folgen)
- 1969: Das geheimnisvolle Treffen in Boyne Castle (Guns in the Heather)
- 1969: Randall & Hopkirk – Detektei mit Geist (Randall & Hopkirk (Deceased), Fernsehserie, 1 Folge)
- 1970: Ein Tag im Leben des Iwan Denissowitsch (One Day in the Life of Ivan Denisovich)
- 1973: The Brontës of Haworth (Fernseh-Miniserie, 6 Folgen)
- 1977: Treasure Island (Fernseh-Miniserie, 4 Folgen)
- 1978–1980: Enemy at the Door (Fernsehserie, 26 Folgen)
- 1981: Die Borgias (The Borgias) (Fernseh-Miniserie, 6 Folgen)
- 1984: Johannes Paul II. – Sein Weg nach Rom (Pope John Paul II)
- 1988: Sophia and Constance (Fernseh-Miniserie, 5 Folgen)
- 2000: Longitude – Der Längengrad (Longitude) (Fernsehfilm)
- 2002: Harry Potter und die Kammer des Schreckens (Harry Potter and the Chamber of Secrets)